# جوكهان ألكان
جوكهان ألكان (بالتركية: Gökhan Alkan)‏ ممثل تركي (ولد في 8 ديسمبر 1987. إسطنبول، تركيا).

## معلومات عنه
- أكمل دراسته في تكنولوجيا السيارات في كوجايلي، ودرس التجارة الخارجية والتسويق في أسكي شهير.
- درس جوكهان الكان التمثيل في MSM Actor Studio ، وبعد تخرجه بفترة مثل لموسمين في مسرحية موجدات غيزين.
- فيما بعد أنشأ جوكهان الكان مسرحيته الخاصة مع مجموعة من أصدقائه، واستمر بالعمل في الأشعار والكلمات.

## المسيرة الفنية
بدأت مسيرته الفنية في عام 2010
| - كل شيء على ما يرام – 2013 - الحب على وسادة واحدة في الغربة – 2013 - عائلة زوجي – 2014 - هل يحبني – 2016 - نبضات قلب – 2017 - الغني والفقير -2019 - التفاحه الممنوعه -2020 - جرح القلب -2021 - المــلكـــــة-2024 - حكاية رماد-2024 الافلام: - موسم الغار – 2015 - حكايا حب عضوية – 2015 - فيلم TRT TV – المقص – 2015 | المسرحيات: - أغمض عيني وأقوم بمهمتي. - أنا مصطفى كمال. 2011 - اوسكار. - اسطنبول والحب. |

## الجوائز التي حصل عليها
- حصل على جائزة أفضل فيلم بعد دوره في فيلم موسم الغار في مهرجان الأفلام التركية التاسع.
- حصل عام 2016 على جائزة APAN في كوريا الجنوبية، وايضا تم وضع بصمة يده في ساحة النجوم في كوريا الجنوبية.
- وحصل أيضا على جائزة الفراشة الذهيبة.

## روابط خارجية
- جوكهان ألكان على موقع IMDb (الإنجليزية)